# Cormocephalus glabratus
Cormocephalus glabratus är en mångfotingart som beskrevs av González-Sponga 2000. Cormocephalus glabratus ingår i släktet Cormocephalus och familjen Scolopendridae.
Artens utbredningsområde är Venezuela. Inga underarter finns listade i Catalogue of Life.